# La scelta di Ercole (Händel)

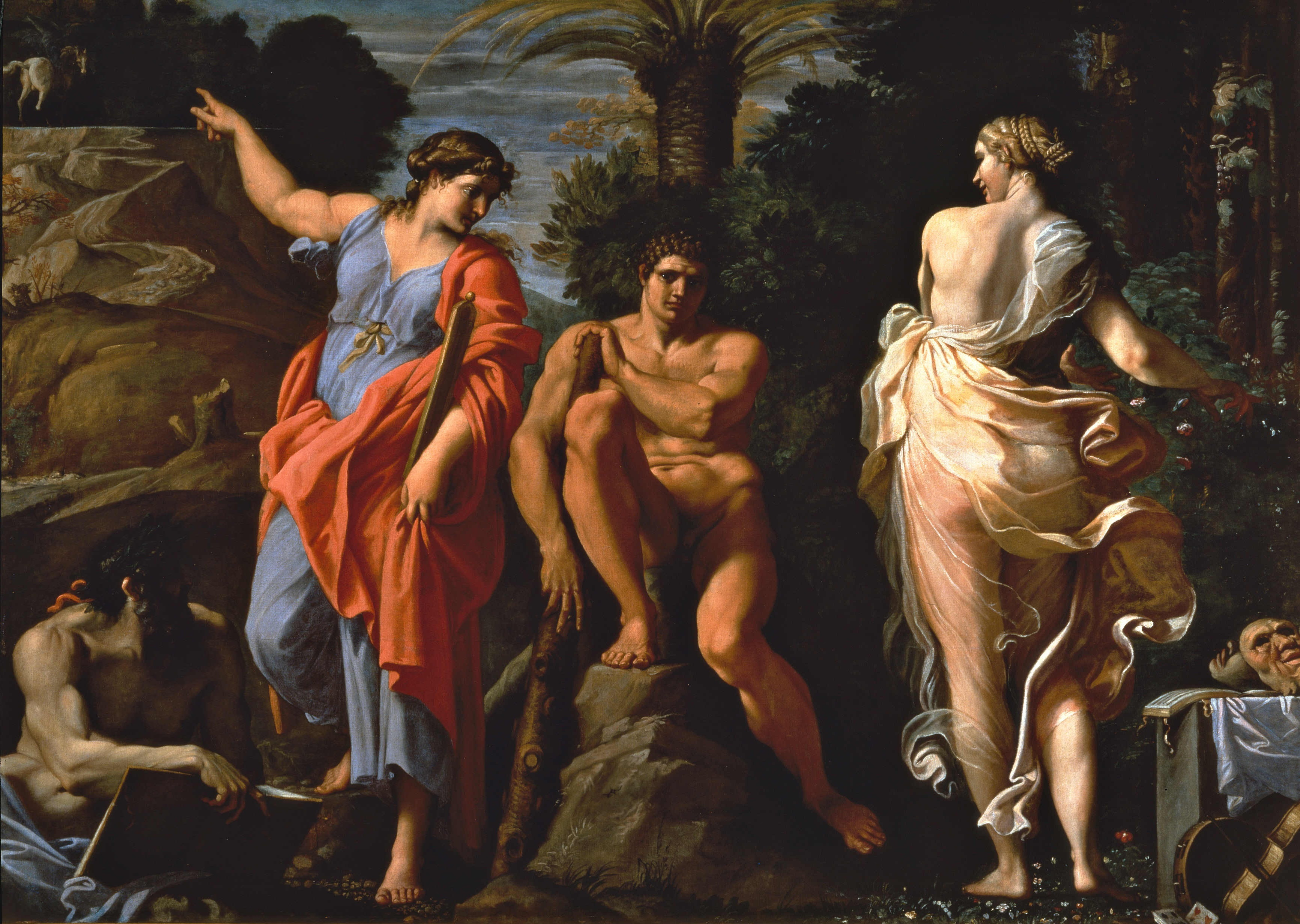
Ercole al bivio di Annibale Carracci, olio su tela

La scelta di Ercole (HWV 69) è un oratorio in un atto (tre scene) di Georg Friedrich Händel. Händel scrisse la partitura tra il 28 giugno ed il 5 luglio 1750. La prima esecuzione fu data 1º marzo 1751 al Covent Garden Theatre, Londra con Cecilia Young come Virtù, Isabella Young come Ercole e Thomas Lowe come Servente del piacere. Il libretto è tratto dal poema del 1743 di Robert Lowth rivisto, probabilmente, da Thomas Morell.
La storia è incentrata sulla Scelta di Ercole, nella quale il giovane Ercole deve decidere tra il percorso del piacere e quello della virtù. Queste sono rappresentate da due donne che presentano ad Ercole i loro vari argomenti e la sua confusione viene espressa nel trio Where shall I go? Il mito classico de "la scelta di Ercole," così come raccontato dal sofista ateniese del V secolo Prodicus (Senofonte Memorabilia 2.1.21-34), anticipa che quello che Ercole seguirà sarà il percorso della Virtù. E infatti, il Coro canta (Coro, 24) che "Virtue will place thee in that blest abode, Crown'd with immortal youth, Among the gods a god!"
Il personaggio del Servente del piacere viene introdotto in questa versione della scelta di Ercole e complica la scelta (aria, 16).
Una esecuzione tipica richiede quasi 50 minuti.
Il lavoro comprende l'Aria Yet can I hear that dulcet lay.

## Ruoli
| Ruolo                   | Voce      | Cast della prima |
| ----------------------- | --------- | ---------------- |
| Ercole                  | contralto | Isabella Young   |
| Piacere                 | soprano   |                  |
| Virtù                   | contralto | Cecilia Young    |
| Un servente del Piacere | tenore    | Thomas Lowe      |
| Coro                    |           |                  |

## Movimenti
Il lavoro ha i seguenti 24 movimenti:
| Movement | Type         | Character               | Text                                             |
| -------- | ------------ | ----------------------- | ------------------------------------------------ |
| 1        | Sinfonia     |                         |                                                  |
| 2        | Accompagnato | Piacere                 | See Ercole! how smiles yon myrtle plain          |
| 3        | Aria         | Piacere                 | Come, blooming boy                               |
| 4        | Aria         | Piacere                 | There the brisk sparkling nectar drain           |
| 5        | Solo e Coro  | Piacere                 | While for thy arms that beauty glows             |
| 6        | Recitativo   | Virtù                   | Away, mistaken wretch, away!                     |
| 7        | Aria         | Virtù                   | This manly youth's exalted mind                  |
| 8        | Recitativo   | Virtù                   | Rise, youth! exalt thyself and me                |
| 9        | Aria         | Virtù                   | Go, assert thy heav'nly race                     |
| 10       | Recitativo   | Virtù                   | In peace, in war                                 |
| 11       | Solo e Coro  | Virtù                   | So shalt thou gain immortal praise               |
| 12       | Recitativo   | Piacere                 | Hearst thou, what dangers then thou must engage? |
| 13       | Solo e Coro  | Piacere                 | Turn thee, youth, to joy and love                |
| 14       | Recitativo   | Piacere e Ercole        | Short is my way, fair, easy, smooth and plain    |
| 15       | Aria         | Ercole                  | Yet, can I hear that dulcet lay                  |
| 16       | Aria         | Servente del Piacere    | Enjoy the sweet Elysian grove                    |
| 17       | Recitativo   | Ercole                  | Oh! whither, reason, dost thou fly?              |
| 18       | Trio         | Ercole, Piacere e Virtù | Where shall I go?                                |
| 19       | Recitativo   | Virtù                   | Mount, mount the steep ascent                    |
| 20       | Aria         | Virtù                   | Mount, mount the steep ascent                    |
| 21       | Coro         |                         | Arise! mount the steep ascent                    |
| 22       | Recitativo   | Ercole                  | The sounds breathe fire                          |
| 23       | Aria         | Ercole                  | Lead, goddess, lead the way!                     |
| 24       | Coro         |                         | Virtù will place thee in that blest abode        |

## Registrazioni
L'etichetta Hyperion Records nel 2003 ricevette L'International Handel Recording Prize per la registrazione de La scelta di Ercole. Il cast comprendeva:
- 2003 – Susan Gritton (Piacere), Alice Coote (Virtù), Robin Blaze (Ercole), Charles Daniels (Servente del Piacere), Direttore Robert King, Il coro della The King's Consort,  (x1), Hyperion Records CDA 67298, USA

## Produzioni
Il lavoro fu prodotto dalla Boston Cecilia alla Jordan Hall, New England Conservatory, Boston il 5 novembre 2005. La Bampton Classical Opera ha dato due esecuzioni del lavoro nel 2011-2012.